# Діер-Крік Тауншип (округ Мерсер, Пенсільванія)
Діер-Крік Тауншип (англ. Deer Creek Township) — селище (англ. township) в США, в окрузі Мерсер штату Пенсільванія. Населення — 458 осіб (2020).

## Демографія
Згідно з переписом 2010 року, у селищі мешкали 502 особи в 190 домогосподарствах у складі 155 родин. Було 227 помешкань
Расовий склад населення:
| - 99,0 % — білих - 0,2 % — корінних американців - 0,2 % — азіатів |

До двох чи більше рас належало 0,6 %. Частка іспаномовних становила 0,2 % від усіх жителів.
За віковим діапазоном населення розподілялося таким чином: 20,7 % — особи молодші 18 років, 57,8 % — особи у віці 18—64 років, 21,5 % — особи у віці 65 років та старші. Медіана віку мешканця становила 46,0 року. На 100 осіб жіночої статі у селищі припадало 99,2 чоловіків;  на 100 жінок у віці від 18 років та старших — 99,0 чоловіків також старших 18 років.
Середній дохід на одне домашнє господарство  становив 66 928 доларів США (медіана — 46 875), а середній дохід на одну сім'ю — 72 565 доларів (медіана — 54 583). Медіана доходів становила 40 000 доларів для чоловіків та 30 313 долари для жінок. За межею бідності перебувало 9,7 % осіб, у тому числі 21,1 % дітей у віці до 18 років та 5,7 % осіб у віці 65 років та старших.
Цивільне працевлаштоване населення становило 234 особи. Основні галузі зайнятості: освіта, охорона здоров'я та соціальна допомога — 26,5 %, виробництво — 20,1 %, роздрібна торгівля — 10,7 %, сільське господарство, лісництво, риболовля — 8,1 %.